# Baden Powell de Aquino

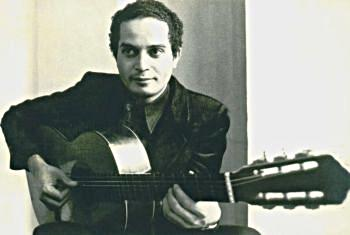
Baden Powell (1971)

Roberto Baden Powell de Aquino, kurz Baden Powell (* 6. August 1937 in Varre-Sai, Bundesstaat Rio de Janeiro; † 26. September 2000 in Rio de Janeiro, Bundesstaat Rio de Janeiro) war einer der bedeutendsten brasilianischen Gitarristen und ein Pionier der Bossa Nova. Powell komponierte mit seinem Mentor Vinícius de Moraes mehr als 50 Bossa Nova- und Afro-Samba-Stücke, darunter Klassiker wie Berimbau, Consolação (beide 1963), oder Canto de ossanha (1966), einer von Elis Reginas größten Hits.

## Leben
Baden Powell war der Sohn von Lino de Aquino und seiner Frau Adelina. Der Vater, der Geige und Gitarre spielte, war begeisterter Pfadfinder und nannte daher seinen Sohn nach Robert Baden-Powell. Mit sieben begann Baden Powell Gitarre zu spielen, studierte bis zum vierzehnten Lebensjahr klassische Gitarre und erwarb ein Diplom am Konservatorium in Rio de Janeiro. Mit fünfzehn war er professioneller Musiker, mit zwanzig begann er erfolgreich zu komponieren.
In den 1950er Jahren gründete er mit dem Pianisten Antônio Carlos Jobim und den Gitarristen Luiz Bonfá und João Gilberto ein erfolgreiches Quartett.
Wichtig für seine musikalische Entwicklung waren sein Vater Lino, sein Gitarrenlehrer Jaime Florence sowie die Dichter Vinícius de Moraes und Paulo César Pinheiro. Diese waren Schöpfer bekannter brasilianischer Lieder, die heute zu den Klassikern zählen. Sein größter kompositorischer Beitrag waren die 1966 mit Vinícius de Moraes, den Baden Powell 1958 kennengelernt hatte, entstandenen „Afro Sambas“.
Der deutsche Jazzautor und Musikproduzent Joachim-Ernst Berendt nahm mehrere Platten mit Baden Powell auf, die in Europa Beachtung fanden. Seine LP Tristeza on Guitar wurde 1966 auch international erfolgreich. Berendt holte ihn 1967 zu den Berliner Jazztagen. Dieser Auftritt bildete den Auftakt einer erfolgreichen Karriere in Europa. Im Jahr 1970 unternahm das Baden Powell Quartet eine erste Europa- und Japantournee.
Zahlreiche Schallplattenveröffentlichungen zeigten einen experimentierenden und improvisierenden Musiker, der auch Barock-Modulationen in seine Synthese von Samba und Jazzharmonik einzubinden wusste. Es entstanden Aufnahmen von hohem musikalischem Wert, die eine Verschmelzung afro-brasilianischer und europäischer Musikkultur darstellten. Die Zusammenarbeit mit Berendt endete 1971.
Der Einfluss des Jazz blieb, doch die brasilianischen Wurzeln in seiner Musik begannen, seine Platten zu dominieren. Die virtuose Vermischung der Stile macht den Reiz seiner frühen Platten aus. Baden Powell erwarb sich als einer der weltbesten Akustikgitarristen weltweite Anerkennung.
Die ausgedehnten Tourneen und das Nachtleben forderten Mitte der Siebziger von dem sensiblen Gitarristen ihren Tribut. Baden Powell erkrankte durch seinen unkontrollierten Alkoholkonsum ernsthaft, und seine künstlerische Schöpferkraft ließ nach. Die öffentlichen Auftritte und Aufnahmen wurden seltener. Er zog 1983 mit seiner Frau Silvia und seinen zwei Söhnen nach Baden-Baden, wo er einige Jahre lang ein zurückgezogenes Leben führte.
Das familiäre Zusammenleben brachte Ruhe und Gleichgewicht in sein Leben. Er begann wieder aufzutreten. Mit den Solokonzerten in Europa knüpfte er eine kurze Zeit an frühere Erfolge an. Sein Spiel wurde ruhiger und konzentrierter, und in seinem Konzertrepertoire mehrten sich die Kompositionen anderer brasilianischer Künstler, denen er jene Anerkennung entgegenbrachte, die ihm persönlich in der Heimat lange Zeit verwehrt wurde.
Nach fünf Jahren Rückzug in den Schwarzwald und der Veröffentlichung dreier Schallplatten: Felicidades, Live 1982 und Brani Rari e Inediti kehrte er nach Brasilien zurück und veröffentlichte 1988 das Album Rio das Valsas, das sich durch große gitarristische Atmosphäre, Reife und Dichte auszeichnete. Die Platte wirkt wie eine Liebeserklärung an seine Heimat und an sein Instrument. Gitarren spielte er vorzugsweise aus der Werkstatt der Firma Hopf.
Seine musikalische Produktivität nahm wieder zu. Er gab regelmäßig Konzerte und veröffentlichte einige beachtliche Einspielungen. Bis in die letzten Lebensmonate widmete er sich unablässig neuen Projekten. Im Mai 2000 spielte Baden Powell eines seiner letzten Alben ein – „Lembranças“ (Erinnerungen), das Alterswerk eines großen Meisters der brasilianischen Gitarre.
Er widmete sich zudem auch der musikalischen Ausbildung seiner Söhne Philippe Baden Powell (Klavier) und Marcel Powell (Gitarre), die beide professionell als Musiker in Brasilien und Paris arbeiten und eigene Schallplatten und Kompositionen veröffentlicht haben.

## Diskografie (Auswahl)

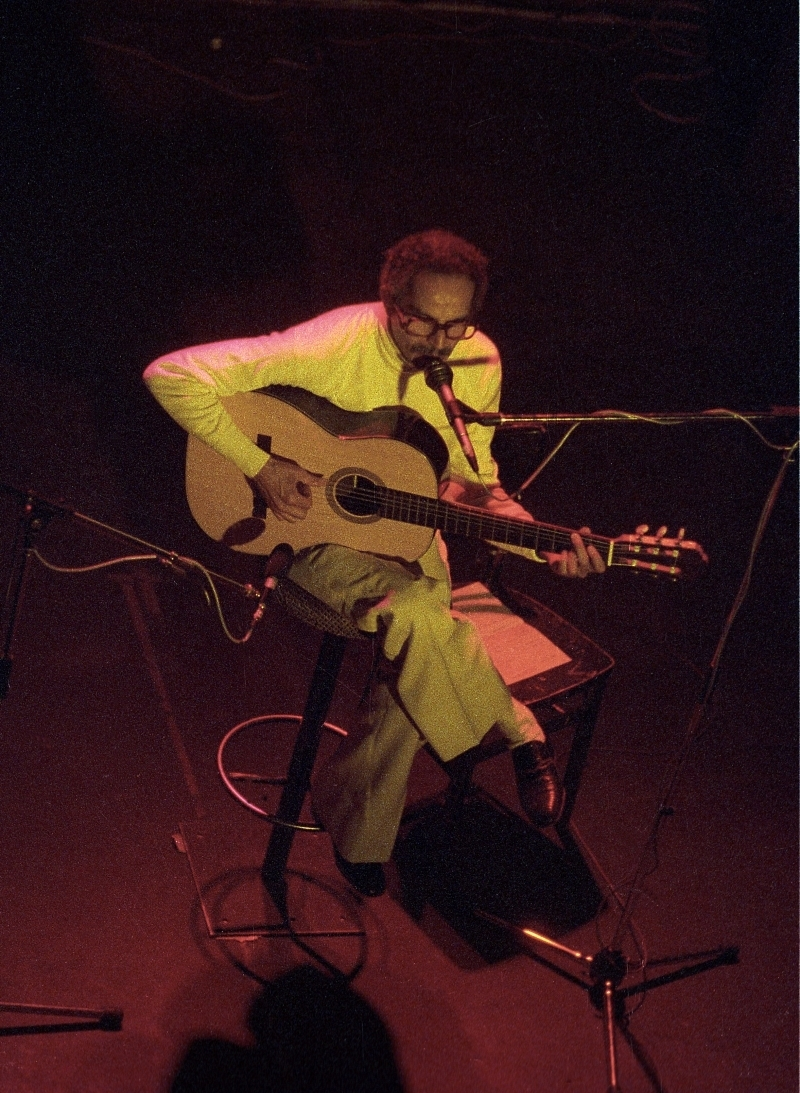

### Alben
| Titel                                                                      | Jahr der Veröffentlichung | Label                           |
| -------------------------------------------------------------------------- | ------------------------- | ------------------------------- |
| Monteiro de Souza e sua Orquestra apresentando Baden Powell e seu Violão   | 1961                      | Philips                         |
| Um Violão na Madrugada                                                     | 1961                      | Philips                         |
| À Vontade                                                                  | 1963                      | Elenco                          |
| Baden Powell Swings with Jimmy Pratt                                       | 1963                      | Elenco                          |
| Le Monde musical de Baden Powell, Vol. 1                                   | 1964                      | Barclay                         |
| Billy Nencioli + Baden Powell                                              | 1965                      | Barclay/Polygram                |
| Tristeza on Guitar                                                         | 1966                      | MPS/Saba                        |
| Ao Vivo no Teatro Santa Rosa [live]                                        | 1966                      | Elenco                          |
| Os Afro Sambas de Baden e Vinícius                                         | 1966                      | Forma                           |
| Tempo feliz                                                                | 1966                      | Forma/Polygram                  |
| Poema on Guitar                                                            | 1968                      | MPS/Saba                        |
| Fresh Winds                                                                | 1969                      | United Artists                  |
| 27 Horas de estúdio                                                        | 1969                      | Elenco                          |
| Le Monde musical de Baden Powell, Vol. 2                                   | 1969                      | Barclay                         |
| Canto on Guitar                                                            | 1970                      | MPS/Saba                        |
| Os Cantores da Lapinha [As Músicas de Baden Powell e Paulo César Pinheiro] | 1970                      | Elenco                          |
| Solitude on Guitar                                                         | 1971                      | Columbia                        |
| Baden Powell Quartet, Vols. 1–3 [3-LP boxed set]                           | 1970                      | Barclay                         |
| Baden Powell – Live in Japan ’70                                           | 1971                      | Barclay                         |
| É de Lei                                                                   | 1972                      | Philips                         |
| Images on Guitar [live]                                                    | 1973                      | MPS/Canyon Records/BASF Systems |
| La grande réunion [with Stephane Grappelli]                                | 1974                      | Festival                        |
| Estudos                                                                    | 1974                      | MPS/Saba                        |
| Apaixonado                                                                 | 1975                      | MPS/Saba                        |
| Samba Triste                                                               | 1975                      | Disques Festival (Frankreich)   |
| The Frankfurt Opera Concert 1975 [live]                                    | 1975                      | Tropical Music                  |
| Baden Powell canta Vinícius de Moraes e Paulo César Pinheiro               | 1977                      | Festival                        |
| Nosso Baden                                                                | 1980                      | WEA                             |
| Felicidades                                                                | 1983                      | pläne                           |
| Melancolie                                                                 | 1985                      | Accord                          |
| Seresta brasileira                                                         | 1988                      | Milestone                       |
| Bossa Nova Guitarra Jubileu                                                | 1993                      | Saludos Amigos                  |
| Three Originals                                                            | 1993                      | MPS/Polygram                    |
| Baden Powell                                                               | 1993                      | MPS                             |
| Rio das Valsas [1994]                                                      | 1994                      | Alex                            |
| Guitar Pieces                                                              | 1994                      | Etcetera                        |
| Live in Hamburg                                                            | 1995                      | Acoustic Music                  |
| Guitar Music                                                               | 1995                      | Etcetera/Qualiton               |
| Live in Rio                                                                | 1996                      | Iris                            |
| Os Afro Sambas                                                             | 1996                      | Iris                            |
| Felicidade                                                                 | 1996                      | Adda                            |
| Mestres da MPB                                                             | 1996                      | WEA Latina                      |
| Baden Powell à Paris                                                       | 1996                      | Rge                             |
| Baden Powell                                                               | 1997                      | Musidisc                        |
| À Vontade                                                                  | 1997                      | Polygram Brazil                 |
| Guitar Artistry of Baden Powell                                            | 1998                      | Dom                             |
| Baden Powell de Aquino                                                     | 2001                      | Iris                            |
| Lembranças                                                                 | 2001                      | Trama                           |
| De Rio à Paris                                                             | 2003                      | Body & Soul                     |
| Fremeaux and Associates Recordings 1994-1996                               | 2003                      | Frémeaux et Associés            |
| O Universo musical de Baden Powell                                         | 2003                      | Sunnyside                       |
| Rio das Valsas [2003]                                                      | 2003                      | Iris                            |
| Live in Montreux                                                           | 2004                      | Fremeaux & Associes             |
| Le Monde musical de Baden Powell                                           | 2005                      | Universal                       |
| At the Rio Jazz Club [live]                                                | 2005                      | Iris                            |
| Baden live à Bruxelles                                                     | 2005                      | Sunnyside                       |
| Música                                                                     | 2005                      | WEA International               |

## Filmografie (Auswahl)
- 1970: Der Löwe mit den sieben Köpfen (Der leone have sept cabeças)